# School van Pont-Aven

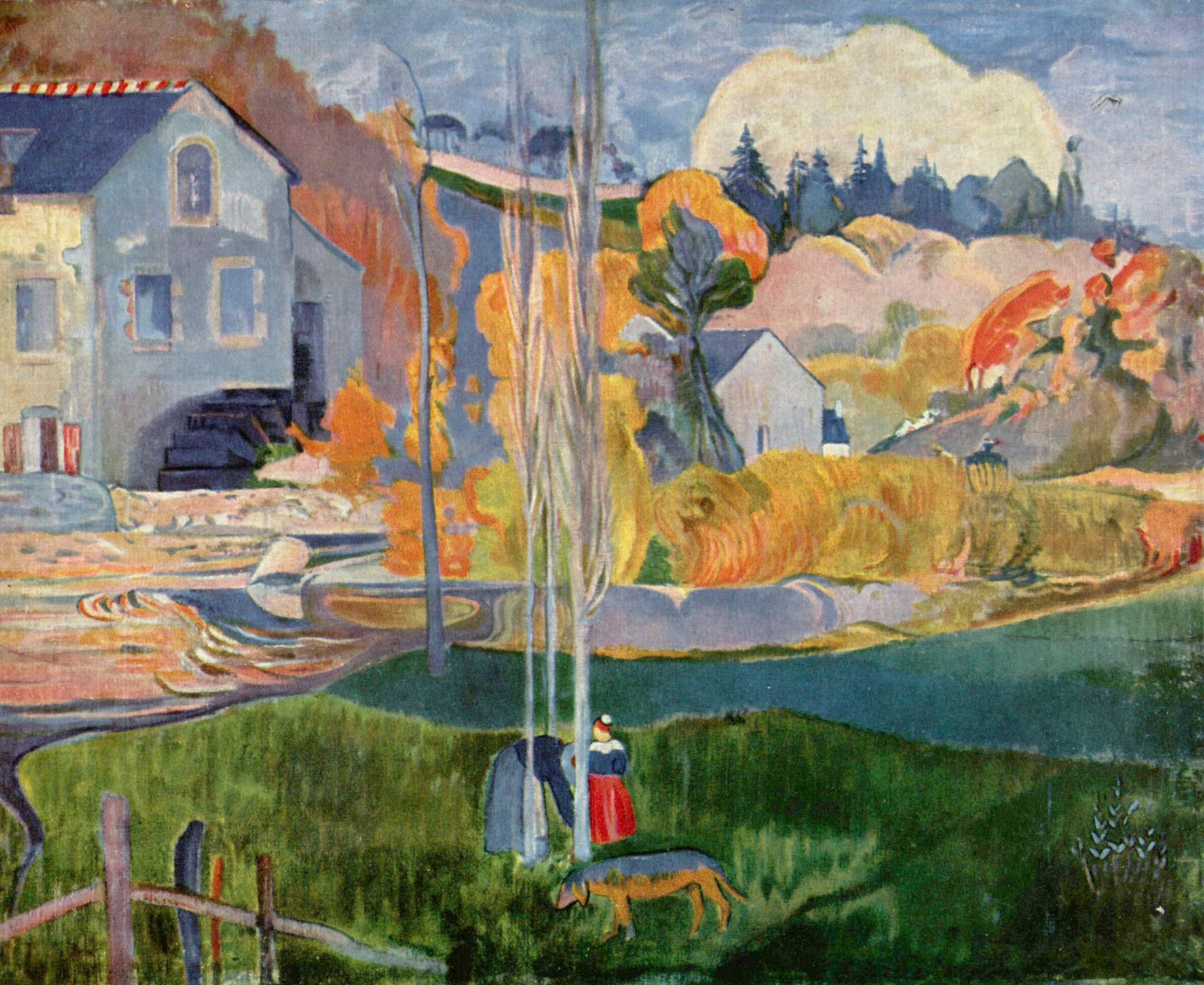
Watermolen in Pont-Aven, door Gauguin, 1894

De School van Pont-Aven is een groep Franse kunstschilders genoemd naar het dorp Pont-Aven in Bretagne in Frankrijk.
Twee Franse onooglijke dorpjes aan de Bretonse kust werden bekend in de kunstgeschiedenis, na het impressionisme. Pont-Aven en Le Pouldu werden de onverwachte verblijfplaats van Paul Gauguin, Émile Bernard, Paul Sérusier en tal van andere schilders, die er de School van Pont-Aven vormden. Ze noemden zich de Les Nabis (de profeten).

## Schilderstijl
De Les Nabis-schilders hielden er een postimpressionistische stijl op na, waarbij ze afstand deden van het vormvervagende impressionisme in een vereenvoudigende weergave met vervanging van realistische beeldelementen door een eigen individuele kleureninterpretatie, waarbij het voorop stellen van de Idee voorrang kreeg op de natuurrealiteit. 
Afgelijnde onvermengde kleurenvlakken naast elkaar tekenden het Cloisonnisme. Sommigen lieten zich verleiden tot de golvende lijnen van de Franse art nouveau.
Paul Gauguin kwam voor een eerste verblijf te Pont-Aven in 1886, in de Auberge Gloanec. Na zijn korte verblijf op Martinique kwam hij er terug in 1888. Op 2 oktober 1889 verhuisde hij echter naar het nabijgelegen Le Pouldu, samen met de Nederlander Jacob Meyer de Haan. Op 4 april 1891 verliet hij Le Pouldu echter weer, nu voor zijn eerste verblijf op Tahiti. De School van Pont-Aven verloor meteen haar vaandeldrager, hoewel Paul Sérusier en Charles Filiger Bretagne nog trouw bleven.
Andere belangrijke Pont-Aven-kunstenaars waren: 
Charles Laval, Henry Moret, Ernest Ponthier de Chamaillard, Louis Anquetin, Meijer de Haan, Charles Filiger, Maurice Denis, Armand Seguin, Władysław Ślewiński, Roderic O'Conor, Robert Bevan, Georges Lacombe, Jan Verkade, Gustave Loiseau, Mogens Ballin, Émile Jourdan en Cuno Amiet. 